# Antiche faggete primordiali dei Carpazi e di altre regioni d'Europa
Le antiche faggete primordiali dei Carpazi e di altre regioni d'Europa sono un patrimonio dell'umanità dell'UNESCO condiviso tra Albania, Austria, Belgio, Bosnia ed Erzegovina, Bulgaria, Croazia, Francia, Germania, Italia, Macedonia del Nord, Polonia, Repubblica Ceca, Romania, Slovacchia, Slovenia, Spagna, Svizzera e Ucraina.

## Descrizione
La prima foresta inserita nell'elenco dell'UNESCO si estende per 185 chilometri, dalle montagne di Rachiv e dal massiccio della Čornohora (in Ucraina) fino al Bukovské Vrchy ed al Vihorlat (in Slovacchia). Questa zona vanta una biodiversità animale e vegetale tra le più ricche d'Europa, soprattutto a causa dei faggi da cui prende il nome.
Questo parco è necessario per lo studio dell'evoluzione dei faggi che, data la loro ampia distribuzione nell'emisfero boreale, riveste una grande importanza. Il parco necessita di una minuziosa gestione che comprende incendi controllati, rimboschimento continuo e preservazione dei corsi d'acqua dolce che lo attraversano.
Nel 2011 il patrimonio è stato ampliato includendo altre foreste, localizzate in Germania: Jasmund, Serrahn, Grumsin, Hainlich e Kellerwald.
Nel 2017 ha subito un ulteriore ampliamento arrivando a comprendere foreste in 12 stati europei, con nuovi siti in Albania, Austria, Belgio, Bulgaria, Croazia, Italia, Romania, Slovenia e Spagna, oltre a nuove aree protette aggiunte a quelle già presenti in Ucraina.
Una nuova estensione si è avuta nel 2021, con nuove foreste in Bosnia ed Erzegovina, Francia, Macedonia del Nord, Polonia, Repubblica Ceca e Svizzera, oltre alla ridefinizioni dei confini delle aree protette in Slovacchia e all'aggiunta di tre nuove faggete in Italia.

## Elenco dei siti
Elenco dei siti compresi aggiornato al 5 novembre 2022.
| Numero         | Sito                                                      | Riserva naturale                                                                                | Suddivisione                    | Stato                | Area protetta (ha) | Zona di rispetto (ha) | Coordinate            | Anno |
| -------------- | --------------------------------------------------------- | ----------------------------------------------------------------------------------------------- | ------------------------------- | -------------------- | ------------------ | --------------------- | --------------------- | ---- |
| 1133quater-001 | Čornohora                                                 | Riserva della biosfera dei Carpazi                                                              | Transcarpazia                   | Ucraina              | 2476,8             | 12925                 | 48°08′25″N 24°23′35″E | 2007 |
| 1133quater-002 | Kuziy-Trybushany                                          | Riserva della biosfera dei Carpazi                                                              | Transcarpazia                   | Ucraina              | 1369,6             | 3163,4                | 47°56′21″N 24°08′26″E | 2007 |
| 1133quater-003 | Maramarosh                                                | Riserva della biosfera dei Carpazi                                                              | Transcarpazia                   | Ucraina              | 2243,6             | 6230,4                | 47°56′12″N 24°19′35″E | 2007 |
| 1133quater-004 | Stuzhytsia – Uzhok                                        | Riserva della biosfera dei Carpazi Orientali                                                    | Transcarpazia                   | Ucraina              | 2532               | 3615                  | 49°04′14″N 22°03′01″E | 2007 |
| 1133quater-005 | Svydovets                                                 | Riserva della biosfera dei Carpazi                                                              | Transcarpazia                   | Ucraina              | 3030,5             | 5639,5                | 48°11′21″N 24°13′37″E | 2007 |
| 1133quater-006 | Uholka-Shyrokyj Luh                                       | Riserva della biosfera dei Carpazi                                                              | Transcarpazia                   | Ucraina              | 11860              | 3301                  | 48°18′22″N 23°41′46″E | 2007 |
| 1133quater-007 | Jasmund                                                   | Parco nazionale di Jasmund                                                                      | Meclemburgo-Pomerania Anteriore | Germania             | 492,5              | 2510,5                | 54°32′53″N 13°38′43″E | 2011 |
| 1133quater-008 | Serrahn                                                   | Parco nazionale della Müritz                                                                    | Meclemburgo-Pomerania Anteriore | Germania             | 268,1              | 2568                  | 54°20′24″N 13°11′52″E | 2011 |
| 1133quater-009 | Grumsin                                                   | Riserva naturale della foresta di Grumsin                                                       | Brandeburgo                     | Germania             | 590,1              | 274,3                 | 52°59′11″N 13°53′44″E | 2011 |
| 1133quater-010 | Hainich                                                   | Parco nazionale di Hainich                                                                      | Turingia                        | Germania             | 1573,4             | 4085,4                | 51°04′43″N 10°26′08″E | 2011 |
| 1133quater-011 | Kellerwald                                                | Parco nazionale di Kellerwald-Edersee                                                           | Assia                           | Germania             | 1467,1             | 4271,4                | 51°08′43″N 8°58′25″E  | 2011 |
| 1133quater-012 | Lumi i Gashit                                             | Parco nazionale della valle del Valbona                                                         | Kukës                           | Albania              | 1261,52            | 8977,48               | 42°28′53″N 20°03′26″E | 2017 |
| 1133quater-013 | Rrajca                                                    | Parco nazionale di Shebenik-Jabllanica                                                          | Elbasan                         | Albania              | 2129,45            | 2569,75               | 41°12′11″N 20°30′02″E | 2017 |
| 1133quater-014 | Dürrenstein                                               | Foresta di Dürrenstein                                                                          | Bassa Austria, Stiria           | Austria              | 1867,45            | 1545,05               | 47°46′12″N 15°02′51″E | 2017 |
| 1133quater-015 | Kalkalpen – Hintergebirg                                  | Parco nazionale Kalkalpen                                                                       | Alta Austria                    | Austria              | 2946,2             | 14197,24              | 47°44′58″N 14°28′56″E | 2017 |
| 1133quater-016 | Kalkalpen – Bodinggraben                                  | Parco nazionale Kalkalpen                                                                       | Alta Austria                    | Austria              | 890,89             | 14197,24              | 47°47′14″N 14°21′12″E | 2017 |
| 1133quater-017 | Kalkalpen – Urlach                                        | Parco nazionale Kalkalpen                                                                       | Alta Austria                    | Austria              | 264,82             | 14197,24              | 47°48′15″N 14°14′22″E | 2017 |
| 1133quater-018 | Kalkalpen - Wilder Graben                                 | Parco nazionale Kalkalpen                                                                       | Alta Austria                    | Austria              | 1149,75            | 14197,24              | 47°49′59″N 14°26′01″E | 2017 |
| 1133quater-019 | Foresta di Soignes - Forest Reserve “Joseph Zwaenepoel”   | Foresta di Soignes                                                                              | Fiandre                         | Belgio               | 187,34             | 4650,86               | 50°45′23″N 4°24′59″E  | 2017 |
| 1133quater-020 | Foresta di Soignes - Grippensdelle A                      | Foresta di Soignes                                                                              | Bruxelles                       | Belgio               | 24,11              | 4650,86               | 50°46′54″N 4°25′36″E  | 2017 |
| 1133quater-021 | Foresta di Soignes - Grippensdelle B                      | Foresta di Soignes                                                                              | Bruxelles                       | Belgio               | 37,38              | 4650,86               | 50°47′01″N 4°25′57″E  | 2017 |
| 1133quater-022 | Foresta di Soignes - Réserve forestière du Ticton A       | Foresta di Soignes                                                                              | Vallonia                        | Belgio               | 13,98              | 4650,86               | 50°44′03″N 4°26′13″E  | 2017 |
| 1133quater-023 | Foresta di Soignes - Réserve forestière du Ticton B       | Foresta di Soignes                                                                              | Vallonia                        | Belgio               | 6,5                | 4650,86               | 50°43′37″N 4°25′51″E  | 2017 |
| 1133quater-024 | Balcani centrali - Boatin Reserve                         | Parco nazionale dei Balcani Centrali                                                            | Loveč                           | Bulgaria             | 1226,88            | 851,22                | 42°48′10″N 24°16′09″E | 2017 |
| 1133quater-025 | Balcani centrali - Tsarichina Reserve                     | Parco nazionale dei Balcani Centrali                                                            | Loveč                           | Bulgaria             | 1485,81            | 1945,99               | 42°46′32″N 24°24′18″E | 2017 |
| 1133quater-026 | Balcani centrali - Kozya stena Reserve                    | Parco nazionale dei Balcani Centrali                                                            | Loveč                           | Bulgaria             | 644,43             | 289,82                | 42°47′47″N 24°31′29″E | 2017 |
| 1133quater-027 | Balcani centrali - Steneto Reserve                        | Parco nazionale dei Balcani Centrali                                                            | Loveč                           | Bulgaria             | 2466,1             | 1762,01               | 42°44′43″N 24°42′26″E | 2017 |
| 1133quater-028 | Balcani centrali - Stara reka Reserve                     | Parco nazionale dei Balcani Centrali                                                            | Plovdiv                         | Bulgaria             | 591,2              | 1480,04               | 42°42′11″N 24°49′08″E | 2017 |
| 1133quater-029 | Balcani centrali - Dzhendema Reserve                      | Parco nazionale dei Balcani Centrali                                                            | Plovdiv                         | Bulgaria             | 1774,12            | 2576,63               | 42°41′44″N 24°58′23″E | 2017 |
| 1133quater-030 | Balcani centrali - Severen Dzhendem Reserve               | Parco nazionale dei Balcani Centrali                                                            | Loveč                           | Bulgaria             | 926,37             | 1066,47               | 42°44′44″N 24°56′05″E | 2017 |
| 1133quater-031 | Balcani centrali - Peesh skali Reserve                    | Parco nazionale dei Balcani Centrali                                                            | Gabrovo                         | Bulgaria             | 1049,1             | 968,14                | 42°45′54″N 25°04′29″E | 2017 |
| 1133quater-032 | Balcani centrali - Sokolna Reserve                        | Parco nazionale dei Balcani Centrali                                                            | Stara Zagora                    | Bulgaria             | 824,9              | 780,55                | 42°41′52″N 25°08′18″E | 2017 |
| 1133quater-033 | Hajdučki i Rožanski kukovi                                | Parco nazionale del Velebit settentrionale                                                      | Lika e Segna                    | Croazia              | 1289,11            | 9869,25               | 44°45′59″N 15°00′39″E | 2017 |
| 1133quater-034 | Parco nazionale di Paklenica - Suva draga-Klimenta        | Parco nazionale di Paklenica                                                                    | Zara                            | Croazia              | 1241,04            | 414,76                | 44°20′26″N 15°30′01″E | 2017 |
| 1133quater-035 | Parco nazionale di Paklenica - Oglavinovac-Javornik       | Parco nazionale di Paklenica                                                                    | Lika e Segna                    | Croazia              | 790,74             | 395,35                | 44°23′04″N 15°26′59″E | 2017 |
| 1133quater-036 | Abruzzo, Lazio e Molise - Val Cervara                     | Parco nazionale d'Abruzzo, Lazio e Molise                                                       | Abruzzo                         | Italia               | 119,7              | 751,61                | 41°49′56″N 13°43′43″E | 2017 |
| 1133quater-037 | Abruzzo, Lazio e Molise - Selva Moricento                 | Parco nazionale d'Abruzzo, Lazio e Molise                                                       | Abruzzo                         | Italia               | 192,7              | 751,61                | 41°50′49″N 13°42′20″E | 2017 |
| 1133quater-038 | Abruzzo, Lazio e Molise - Coppo del Morto                 | Parco nazionale d'Abruzzo, Lazio e Molise                                                       | Abruzzo                         | Italia               | 104,71             | 415,51                | 41°51′37″N 13°50′48″E | 2017 |
| 1133quater-039 | Abruzzo, Lazio e Molise - Coppo del Principe              | Parco nazionale d'Abruzzo, Lazio e Molise                                                       | Abruzzo                         | Italia               | 194,49             | 446,62                | 41°47′15″N 13°44′39″E | 2017 |
| 1133quater-040 | Abruzzo, Lazio e Molise - Val Fondillo                    | Parco nazionale d'Abruzzo, Lazio e Molise                                                       | Abruzzo                         | Italia               | 325,03             | 700,95                | 41°45′15″N 13°53′09″E | 2017 |
| 1133quater-041 | Monte Cimino                                              | Monte Cimino                                                                                    | Lazio                           | Italia               | 57,54              | 87,96                 | 42°24′31″N 12°12′11″E | 2017 |
| 1133quater-042 | Monte Raschio                                             | Parco naturale regionale di Bracciano-Martignano                                                | Lazio                           | Italia               | 73,73              | 54,75                 | 42°10′25″N 12°09′40″E | 2017 |
| 1133quater-043 | Sasso Fratino                                             | Parco nazionale delle Foreste Casentinesi, Monte Falterona e Campigna                           | Emilia-Romagna                  | Italia               | 781,43             | 6936,64               | 43°50′40″N 11°48′11″E | 2017 |
| 1133quater-044 | Cheile Nerei-Beușnița                                     | Parco nazionale Cheile Nerei - Beușnița                                                         | Caraș-Severin                   | Romania              | 4292,27            | 5959,87               | 44°54′19″N 21°48′40″E | 2017 |
| 1133quater-045 | Bosco secolare di Șinca                                   |                                                                                                 | Brașov                          | Romania              | 338,24             | 445,76                | 43°40′00″N 25°10′14″E | 2017 |
| 1133quater-046 | Bosco secolare di Slătioara                               |                                                                                                 | Suceava                         | Romania              | 609,12             | 429,43                | 47°26′36″N 25°37′39″E | 2017 |
| 1133quater-047 | Cozia - Masivul Cozia                                     | Parco nazionale Cozia                                                                           | Vâlcea                          | Romania              | 2285,86            | 2408,83               | 45°19′54″N 24°19′32″E | 2017 |
| 1133quater-048 | Cozia - Lotrisor                                          | Parco nazionale Cozia                                                                           | Vâlcea                          | Romania              | 1103,3             | 2408,83               | 45°17′43″N 24°15′33″E | 2017 |
| 1133quater-049 | Domogled - Valea Cernei - Domogled-Coronini- Bedina       | Parco nazionale Domogled - Valea Cernei                                                         | Caraș-Severin                   | Romania              | 5110,63            | 51461,28              | 44°56′31″N 22°28′07″E | 2017 |
| 1133quater-050 | Domogled - Valea Cernei - Iauna Craiovei                  | Parco nazionale Domogled - Valea Cernei                                                         | Caraș-Severin                   | Romania              | 3517,36            | 51461,28              | 45°06′31″N 22°34′41″E | 2017 |
| 1133quater-051 | Domogled - Valea Cernei - Ciucevele Cernei                | Parco nazionale Domogled - Valea Cernei                                                         | Gorj                            | Romania              | 1104,27            | 51461,28              | 45°14′40″N 22°49′23″E | 2017 |
| 1133quater-052 | Groșii Țibleșului – Izvorul Șurii                         | Groșii Țibleșului                                                                               | Maramureș                       | Romania              | 210,55             | 563,57                | 47°32′59″N 24°11′09″E | 2017 |
| 1133quater-053 | Groșii Țibleșului – Preluci                               | Groșii Țibleșului                                                                               | Maramureș                       | Romania              | 135,82             | 563,57                | 47°32′05″N 24°13′13″E | 2017 |
| 1133quater-054 | Izvoarele Nerei                                           | Parco nazionale Semenic - Cheile Carașului                                                      | Caraș-Severin                   | Romania              | 4677,21            | 2494,83               | 45°07′21″N 22°03′59″E | 2017 |
| 1133quater-055 | Strimbu Băiuț                                             |                                                                                                 | Maramureș                       | Romania              | 598,14             | 713,09                | 47°37′33″N 24°04′23″E | 2017 |
| 1133quater-056 | Krokar                                                    |                                                                                                 | Slovenia Sudorientale           | Slovenia             | 74,5               | 47,9                  | 45°32′31″N 14°46′08″E | 2017 |
| 1133quater-057 | Snežnik – Ždrocle                                         |                                                                                                 | Carniola Interna-Carso          | Slovenia             | 720,24             | 128,8                 | 45°35′05″N 14°27′19″E | 2017 |
| 1133quater-058 | Faggete di Ayllon - Tejera Negra                          | Parco naturale della Sierra Norte de Guadalajara                                                | Castiglia-La Mancia             | Spagna               | 255,52             | 13880,86              | 41°14′03″N 3°23′19″W  | 2017 |
| 1133quater-059 | Faggete di Ayllon - Montejo                               | Sito di interesse comunitario dell'Alto Lozoya e Riserva della biosfera della Sierra del Rincón | Madrid                          | Spagna               | 71,79              | 13880,86              | 41°06′44″N 3°29′58″W  | 2017 |
| 1133quater-060 | Faggete di Navarra – Lizardoia                            | Riserva integrale di Lizardoia                                                                  | Navarra                         | Spagna               | 63,97              | 24494,52              | 43°00′23″N 1°06′46″W  | 2017 |
| 1133quater-061 | Faggete di Navarra – Aztaparreta                          | Riserva integrale del barranco de Aztaparreta                                                   | Navarra                         | Spagna               | 171,06             | 24494,52              | 42°54′39″N 0°48′58″W  | 2017 |
| 1133quater-062 | Faggete dei Picos de Europa - Cuesta Fria                 | Parco nazionale dei Picos de Europa                                                             | Castiglia e León                | Spagna               | 213,65             | 14253                 | 43°10′21″N 4°59′16″W  | 2017 |
| 1133quater-063 | Faggete dei Picos de Europa - Canal de Asotin             | Parco nazionale dei Picos de Europa                                                             | Castiglia e León                | Spagna               | 109,58             | 14253                 | 43°10′16″N 4°53′21″W  | 2017 |
| 1133quater-064 | Gorgany                                                   | Riserva naturale di Gorgany                                                                     | Ivano-Frankivs'k                | Ucraina              | 753,48             | 4637,59               | 48°28′19″N 24°17′58″E | 2017 |
| 1133quater-065 | Roztochya                                                 | Riserva della biosfera di Roztochya                                                             | Leopoli                         | Ucraina              | 384,81             | 598,21                | 49°57′44″N 23°38′58″E | 2017 |
| 1133quater-066 | Satanіvska Dacha                                          | Parco naturale nazionale Podilski Tovtry                                                        | Chmel'nyc'kyj                   | Ucraina              | 212,01             | 559,37                | 49°10′26″N 26°14′56″E | 2017 |
| 1133quater-067 | Synevyr – Darvaika                                        | Parco nazionale del Synevyr                                                                     | Transcarpazia                   | Ucraina              | 1588,46            | 312,32                | 48°29′14″N 23°44′56″E | 2017 |
| 1133quater-068 | Synevyr – Kvasovets                                       | Parco nazionale del Synevyr                                                                     | Transcarpazia                   | Ucraina              | 561,62             | 333,63                | 48°23′06″N 23°42′46″E | 2017 |
| 1133quater-069 | Synevyr – Strymba                                         | Parco nazionale del Synevyr                                                                     | Transcarpazia                   | Ucraina              | 260,65             | 191,14                | 48°27′11″N 23°47′48″E | 2017 |
| 1133quater-070 | Synevyr – Vilshany                                        | Parco nazionale del Synevyr                                                                     | Transcarpazia                   | Ucraina              | 454,31             | 253,85                | 48°21′20″N 23°39′36″E | 2017 |
| 1133quater-071 | Zacharovanyi Krai - Irshavka                              | Parco nazionale della Terra incantata                                                           | Transcarpazia                   | Ucraina              | 93,97              | 1275,44               | 48°27′09″N 23°05′23″E | 2017 |
| 1133quater-072 | Zacharovanyi Krai - Velykyi Dil                           | Parco nazionale della Terra incantata                                                           | Transcarpazia                   | Ucraina              | 1164,16            | 1275,44               | 48°25′21″N 23°09′42″E | 2017 |
| 1133quater-073 | Prašuma Janj                                              |                                                                                                 | Šipovo                          | Bosnia ed Erzegovina | 295,04             | 380,74                | 44°08′48″N 17°16′52″E | 2021 |
| 1133quater-074 | Forêt de la Bettlachstock                                 | Riserva forestale Bettlachstock-Hasenmatt                                                       | Canton Soletta                  | Svizzera             | 195,43             | 1094,16               | 47°13′22″N 7°24′43″E  | 2021 |
| 1133quater-075 | Riserva forestale delle Valli di Lodano, Busai e Soladino | Riserva forestale delle Valli di Lodano, Busai e Soladino                                       | Canton Ticino                   | Svizzera             | 806,78             | 2330,74               | 46°15′49″N 8°39′11″E  | 2021 |
| 1133quater-076 | Monti Iser                                                | Riserva naturale nazionale della faggeta dei Monti Iser                                         | Liberec                         | Rep. Ceca            | 444,81             | 2279,4                | 50°51′30″N 15°09′20″E | 2021 |
| 1133quater-077 | Chapitre                                                  | Riserva biologica integrale di Chapitre - Petit Buëch                                           | Alte Alpi                       | Francia              | 371,3              | 41,65                 | 44°38′04″N 5°59′55″E  | 2021 |
| 1133quater-078 | Grand Ventron                                             | Riserva naturale del massiccio del Ventron                                                      | Vosgi e Alto Reno               | Francia              | 319,4              | 1327,6                | 47°58′20″N 6°56′23″E  | 2021 |
| 1133quater-079 | Massane                                                   | Riserva naturale nazionale della foresta della Massane                                          | Pirenei Orientali               | Francia              | 239,5              | 1433,3                | 42°28′58″N 3°01′45″E  | 2021 |
| 1133quater-080 | Falascone (Foresta Umbra)                                 | Parco nazionale del Gargano                                                                     | Puglia                          | Italia               | 254,3              | 3486,29               | 41°48′21″N 15°58′41″E | 2017 |
| 1133quater-081 | Pavari-Sfilzi (Foresta Umbra)                             | Parco nazionale del Gargano                                                                     | Puglia                          | Italia               | 667,13             | 3486,29               | 41°50′20″N 16°01′25″E | 2021 |
| 1133quater-082 | Cozzo Ferriero                                            | Parco nazionale del Pollino                                                                     | Basilicata                      | Italia               | 95,75              | 2851,83               | 39°54′21″N 16°06′04″E | 2017 |
| 1133quater-083 | Pollinello                                                | Parco nazionale del Pollino                                                                     | Calabria                        | Italia               | 477,94             | 2851,83               | 39°53′43″N 16°11′54″E | 2021 |
| 1133quater-084 | Valle Infernale                                           | Parco nazionale dell'Aspromonte                                                                 | Calabria                        | Italia               | 320,79             | 2191,36               | 38°07′55″N 15°57′41″E | 2021 |
| 1133quater-085 | Dlaboka Reka                                              | Parco nazionale di Mavrovo                                                                      | Mavrovo e Rostuša               | Macedonia del Nord   | 193,27             | 234,7                 | 41°45′47″N 20°35′16″E | 2021 |
| 1133quater-086 | Cresta di confine e valle di Gorna Solinka (Bieszczady)   | Parco nazionale Bieszczady                                                                      | Precarpazia                     | Polonia              | 1506,05            | 24330,52              | 49°05′58″N 22°33′24″E | 2021 |
| 1133quater-087 | Polonina Wetlinska e Smerek (Bieszczady)                  | Parco nazionale Bieszczady                                                                      | Precarpazia                     | Polonia              | 1178,03            | 24330,52              | 49°10′51″N 22°30′12″E | 2021 |
| 1133quater-088 | Valle del fiume Terebowiec (Bieszczady)                   | Parco nazionale Bieszczady                                                                      | Precarpazia                     | Polonia              | 201                | 24330,52              | 49°05′37″N 22°43′29″E | 2021 |
| 1133quater-089 | Valle del fiume Wolosatka (Bieszczady)                    | Parco nazionale Bieszczady                                                                      | Precarpazia                     | Polonia              | 586,66             | 24330,52              | 49°04′01″N 22°44′41″E | 2021 |
| 1133quater-090 | Foresta primordiale Havešová                              | Parco nazionale Poloniny                                                                        | Prešov                          | Slovacchia           | 167,86             | 6470,84               | 49°00′35″N 22°20′20″E | 2007 |
| 1133quater-091 | Rožok                                                     | Parco nazionale Poloniny                                                                        | Prešov                          | Slovacchia           | 74,35              | 1138,71               | 48°58′30″N 22°28′00″E | 2007 |
| 1133quater-092 | Stužica – Bukovské Vrchy                                  | Parco nazionale Poloniny                                                                        | Prešov                          | Slovacchia           | 1742,26            | 5694,11               | 49°05′10″N 22°32′10″E | 2007 |
| 1133quater-093 | Udava (Poloniny)                                          | Parco nazionale Poloniny                                                                        | Prešov                          | Slovacchia           | 455,79             | 814,62                | 49°10′31″N 22°13′39″E | 2007 |
| 1133quater-094 | Vihorlat                                                  | Aree protette di Prešov                                                                         | Prešov                          | Slovacchia           | 1552,75            | 853,91                | 48°55′45″N 22°11′23″E | 2007 |